# Hucul ló
A hucul ló a huculok mindenes, kistestű lova, melyet a Kárpátok pónijának is tekintenek. Ez az erős lófajta rendkívül szívós és ellenálló. A fajta másik neve a kárpáti póni, huculska, hutsul, huţul, huţan vagy huzul hucule, huzule.
A hucul lovak általában nyugodtak, lovaglásra, illetve kocsihúzásra egyaránt használhatók az egyébként megközelíthetetlen, erdős területeken. Színük pej, fekete, fakó és egérfakó. A tarpán domesztikációjának és a hegyi körülményekhez alkalmazkodásának egyenes terméke ez a fajta, tehát valóban őshonosnak tekinthetjük a Kárpát-medencében.

## Története
A hucul ló vitathatóan a legközelebbi rokona az eurázsiai vadlónak, a tarpánnak, amely mára kihalt. Nevét egy kis etnikai csoport, a huculok után kapta. A lófajta sokkal régebbi, mint a hucul népcsoport. A hucul lovakat ábrázolták valószínűleg a Domitianus és Traianus római császár által emeltetett emlékműveken is Dacia katonalovaiként. A fajtát írásos formában először körülbelül 400 évvel ezelőtt említik hegyi tarpánként. A lengyel koniktól eltérően a hucul fajta csak ritkán kereszteződött háziasított lovakkal.
A 19. században a huculokat az osztrák-magyar hadseregben használták, mint a zord körülményeket jól bíró, kitűnő kondíciójú hegyi lovakat. Tervszerű tenyésztése az osztrák birodalomban 1792-ben kezdődött a rădăuţi-i és a lucinai ménesben, de mivel a fajtát nem tartották elég korszerűnek, 1870-ben feloszlatták a tenyésztelepeket, a lovakat pedig szétosztották a környék gazdái között. 1922-ben újrakezdődött a tenyésztés, de eredményei, méneskönyvei a második világháborúban megsemmisültek. 1953-ban Anghi Csaba, a Fővárosi Állat- és Növénykert igazgatója honosította meg újra a fajtát. Az állományt Felvidékekből behozott egyedekkel nemesítették. Ezek a lovak kerültek 1986-ban az Aggteleki Nemzeti Park területére. Napjainkban a tenyészállomány 140-nél több kancából és 10-nél több ménből áll.

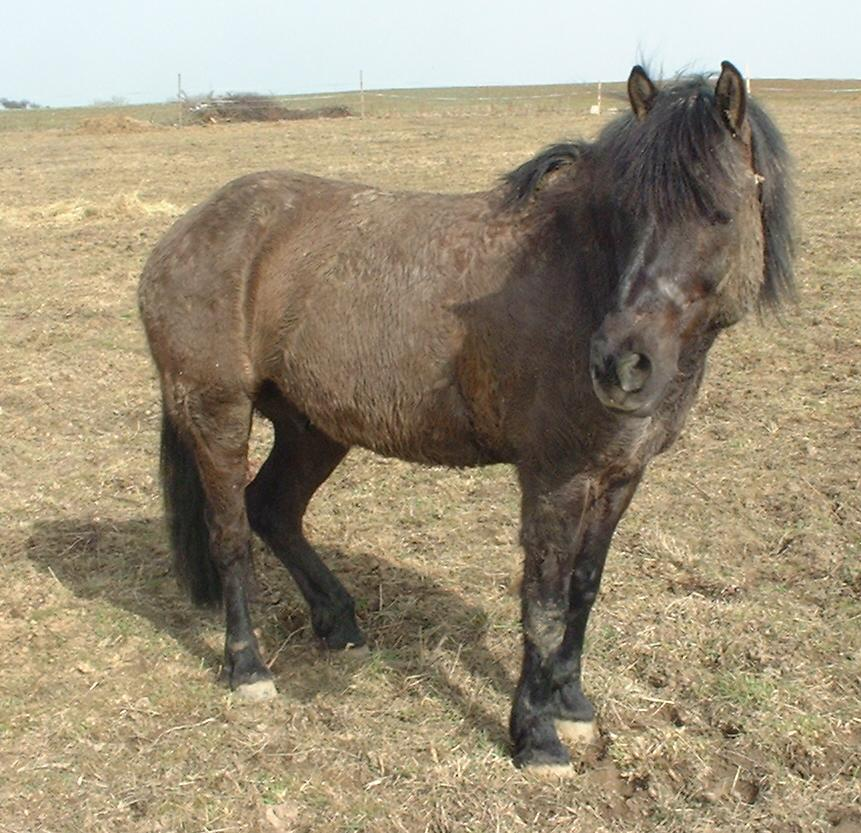
Hucul ló

Románia területén 1856-ban Radócon alakult meg az első méntelep. Az alapítómének, Goral, Hroby, Ouşor, Pietrousu és Prislop számos vérvonalat hoztak létre és a lovakat elővigyázattal tenyésztették, hogy megőrizzék ezen vérvonalak tisztaságát.
1922-ben harminchárom lovat küldtek Csehországba, hogy létrehozzanak egy ménest, mely a Gurgul vonal lehetne. A második világháború alatt Csehszlovákiában rendkívül megcsappant a hucul lovak száma. A háború után már csak 300 hucul ló maradt az országban. Az 1970-es évek elején a tenyésztők létrehoztak egy szervezetet, a Hucul Klubot, melynek célja a lovak számának megcsappanásából eredő kipusztulásuk megakadályozása. 1982-ben létrehoztak egy ménestörzskönyvet, melyben ötven tisztavérű állatot és a régióban található egyedszám növelésének célját írták le.
A tenyésztők hatékonyságának köszönhetően ezen lovak világszintű populációja mára meghaladja az 1000 egyedszámot. Közülük a legtöbb Lengyelországban, Felvidékeken, Erdélyben, Csehországban és Kárpátaljában él. Sok európai póniban van hucul vér.
Napjainkban a hucul lovakat főként Magyarországon tenyésztik. Az utóbbi években a faj népszerűsége már Angliára is kiterjedt. Sok hucul ma is magántenyésztők tulajdonában van. Tenyésztését nemzetközi szinten 1992 óta a Hucul International Federation hangolja össze.

## Jellemzői

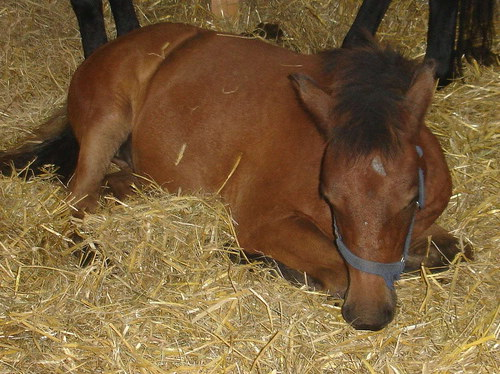
Kiscsikó

A hucul mindössze 131–150 cm marmagasságú. Színe legtöbbször sötét pej vagy pej továbbá fakó vagy egérfakó, de akad teljesen fekete egyed is. Feje nagy, de nem aránytalan. Egész testalkata zömök benyomást kelt a széles háttal és szüggyel, a dongás mellkassal. Fő ismertetőjegye a hátán végighúzódó hátszíj. Végtagjai rövidek, izmosak. Patái kemények, legtöbbször nem is patkolják.
A hucul rendkívüli tulajdonságait elsősorban a hegyvidékeken értékelték nagyra. Tökéletesen alkalmazkodott a hegyi körülményekhez, a zord időjáráshoz, a szegényes táplálékhoz, munkakészsége kiemelkedő, és a rögös hegyi utakon is biztos a lépte. Lomha, lusta járás jellemzi.

## Hasznosítása

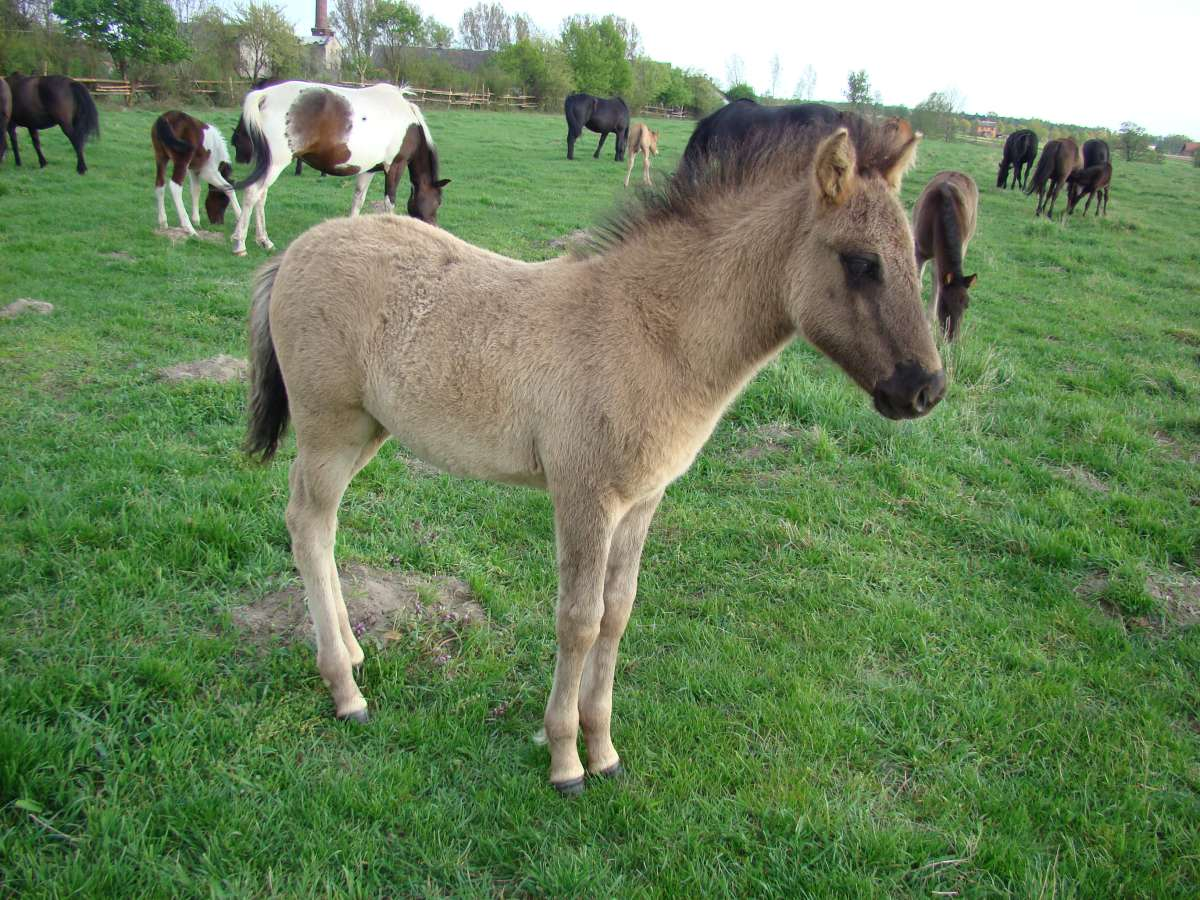
Hucul csikó

A mai kor követelményeinek is kiválóan megfelel, hiszen kitűnő hobbihátas, mivel hátsó lábán könnyedén viseli a súlyt, jó ugróképességgel rendelkezik, és különleges, kiegyensúlyozott vágtájának következtében ez a fajta a legalkalmasabb a lovasíjászat gyakorlására. Díjlovaglásban is tehetséges néhány egyed. Kis termete miatt kisebb gyerekeknek is kiváló. Iskolalónak is alkalmazzák.

### Tenyésztő központok
- Románia: Lucina
- Lengyelország : Gładyszów, Odrzechowa
- Szlovákia: Kistapolcsány és Kassa
- Magyarország: Aggteleki Nemzeti Park

### Képgaléria

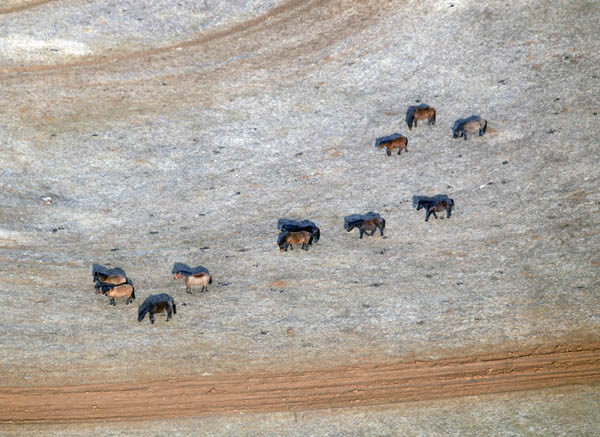
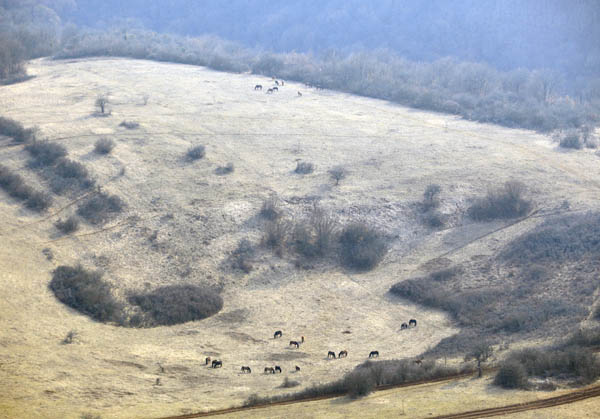
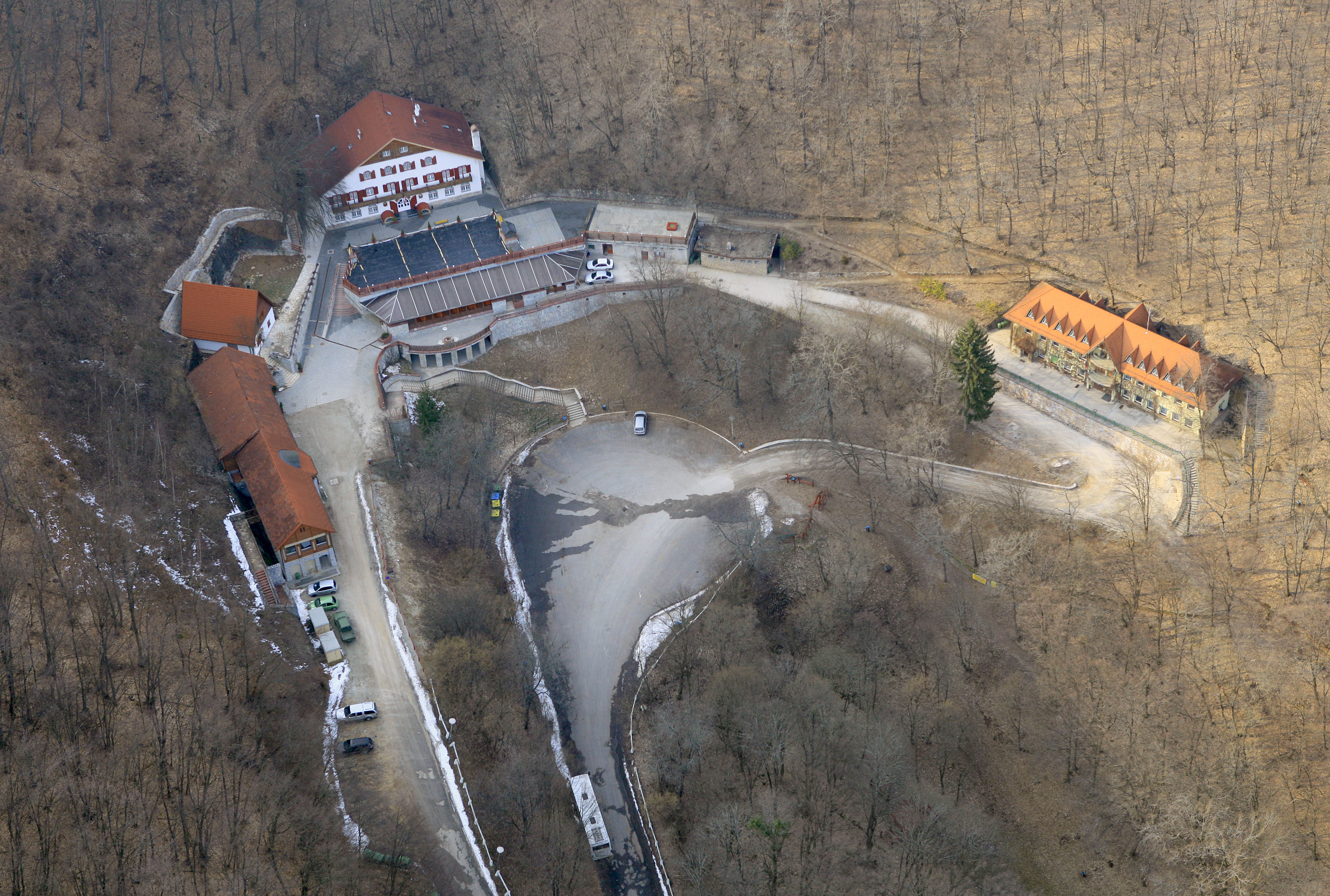
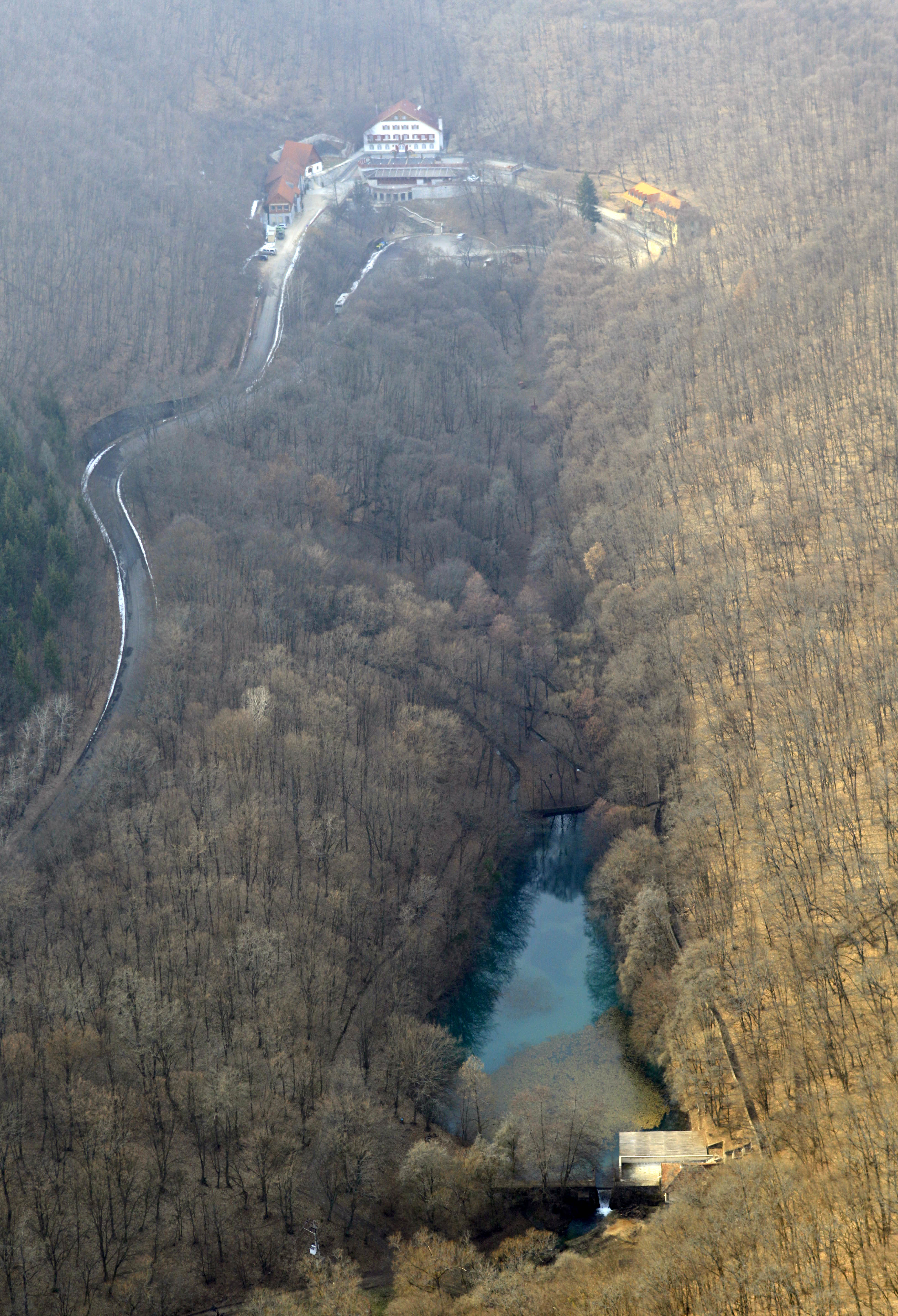
Légifotó a jósvafői tenyésztő központról